# Liriomyza viticola
Liriomyza viticola este o specie de muște din genul Liriomyza, familia Agromyzidae. A fost descrisă pentru prima dată de Mitsuhiro Sasakawa în anul 1972.
Este endemică în Taiwan. Conform Catalogue of Life specia Liriomyza viticola nu are subspecii cunoscute.